# Psychotria sulitii
Psychotria sulitii är en måreväxtart som beskrevs av Elmer Drew Merrill, Eduardo Quisumbing y Argüelles, Seymour Hans Sohmer och Aaron Paul Davis. Psychotria sulitii ingår i släktet Psychotria och familjen måreväxter. Inga underarter finns listade i Catalogue of Life.